# Ministère de la Culture (Ukraine)
Pour les articles homonymes, voir Ministère de la Culture.
Le ministère de la Culture et de l'Information de l'Ukraine (ukrainien : Міністерство культури України) ou MinCult est la principale autorité du gouvernement ukrainien responsable du développement culturel de l'Ukraine et de la préservation de la culture ukrainienne. Il est entièrement basé sur l'ancien ministère de la Culture et du Tourisme (qui a été dissous en 2010). 
Le 29 août 2019, le gouvernement Hontcharouk a fusionné le ministère de la Jeunesse et des Sports dans le ministère. Le gouvernement Chmyhal, qui a succédé, a annulé cette fusion.

## Liste des ministres
- 1991 - 1992 : Laryssa Khorolets.
- 1992 - 1994 : Ivan Dziouba.
- 1994 - 1999 : Dmytro Ostapenko.
- 1999 : Iouryi Bohoutskyi.
- 1999 - 2001 : Bohdan Stoupka.
- 2001 - 2005 : Iouryi Bohoutskyi.
- 2005 : Oksana Bilozir

...
- 2006 - 2007 : Iouryi Bohoutskyi.
- 2007 - 2010 : Vassyl Vovkoun.
- 9 décembre 2010 - 24 décembre 2012 : Mykhaïlo Koulynyak.
- 5 février 2013 - 24 février 2014 : Leonid Novokhatko.
- 27 février 2014 - 2 décembre 2014 : Ievhen Nychtchouk.
- 2 décembre 2014 - 14 avril 2016 : Viatcheslav Kyrylenko.
- 14 avril 2016 - 29 août 2019 : Ievhen Nychtchouk.
- 29 août 2019 - 4 mars 2020 : Volodymyr Borodianskyi
- 4 mars 2020 - 4 juin 2020 : Svitlana Fomenko (intérim)
- 4 juin 2020 - 28 juillet 2023 : Oleksandr Tkatchenko
- 28 juillet 2023 - 5 septembre 2024 : Rostyslav Karandieyev (intérim)
- depuis le 5 septembre 2024 : Mykola Totchytskyi

## Publication
Le ministère publie le magazine Culture et Vie.